# 카스파르 다비트 프리드리히
카스파르 다비트 프리드리히(Caspar David Friedrich, 1774년 9월 5일 ~ 1840년 5월 7일)는 19세기 독일 초기 낭만주의의 가장 중요한 풍경화가다. 그는 필리프 오토 룽게와 함께 초기 낭만주의 회화에 지대한 영향을 끼쳤다. 그는 특히 중기 시대에 제작한 우의적 풍경화로 유명하다. 미술가로서 그의 주요 관심사는 자연에 대한 성찰이었고, 상징적이고 반고전주의적으로 간주되는 그의 작품은 자연계에 대한 주관적 감정이 담긴 응답인 것처럼 보였다.
프리드리히는 당시 스웨던 영토였던 포어포메른 주의 그라이프스발트(Greifswald)라는 마을에서 태어났다. 그곳에서 그는 미술 수업을 시작했다. 그는 1798년까지 코펜하겐에서 수학을 했고, 이후에 드레스덴으로 이주를 했다. 그는 유럽 전역에서 물질주의적 사회에 대한 점증하는 환멸로 영혼에 대한 새로운 평가가 발흥하기 시작한 시기에 성년에 도달했다. 이 같은 정신적 태도에서의 변화는 자연계에 대한 새로운 재평가를 통해서 표출되었으며, 프리드리히, 윌리엄 터너 그리고 존 컨스터블과 같은 미술가들은 자연을‘인간이 만든 문명의 인위적인 측면과 대립되는 신성한 창조물’로 묘사하려고 애를 썼다. 그 결과 프랑스 조각가인 다비드 당제르(David d'Angers 1788-1856년)와 같은 동시대의 미술가는 프리드리히를 '풍경화의 비극'을 발견한 화가라고 말하기도 했다.
화가로서 출발을 한 지 얼마 되지 않은 초기 시대에 프리드리히는 자신의 작품으로 명성을 얻기도 했지만, 만년에 그린 작품들은 사람들의 관심으로부터 점점 멀어지게 되었다. 프리드리히 사후에 그의 작품은 망각 속에 잊혀졌다가, 20세기 초 그의 작품에 대한 새로운 평가가 시작되었다. 1906년 베를린에서 그의 회화와 조각 32점으로 이루어진 전시회가 그에 대한 재평가의 시발점을 이루었다. 1930년대 나치가 정권을 잡게 되자, 나치의 문화당국자들은 프리드리히의 작품을 북구 유럽적 특징을 구현한 작품으로 선전했다. 프리드리히의 작품을 국수주의적 특징을 구현한 작품으로 간주한 나치의 오해로 인해서 그의 작품은 2차 세계대전이 끝난 후에 한동안 기피의 대상이 되기도 했다. 1970년대가 되어서야 비로소 프리드리히는 독일 낭만주의의 대표적 화가이며 국제적으로 중요한 화가라는 명성을 다시금 얻을 수 있게 되었다.

## 생애

### 유년 시절과 가족

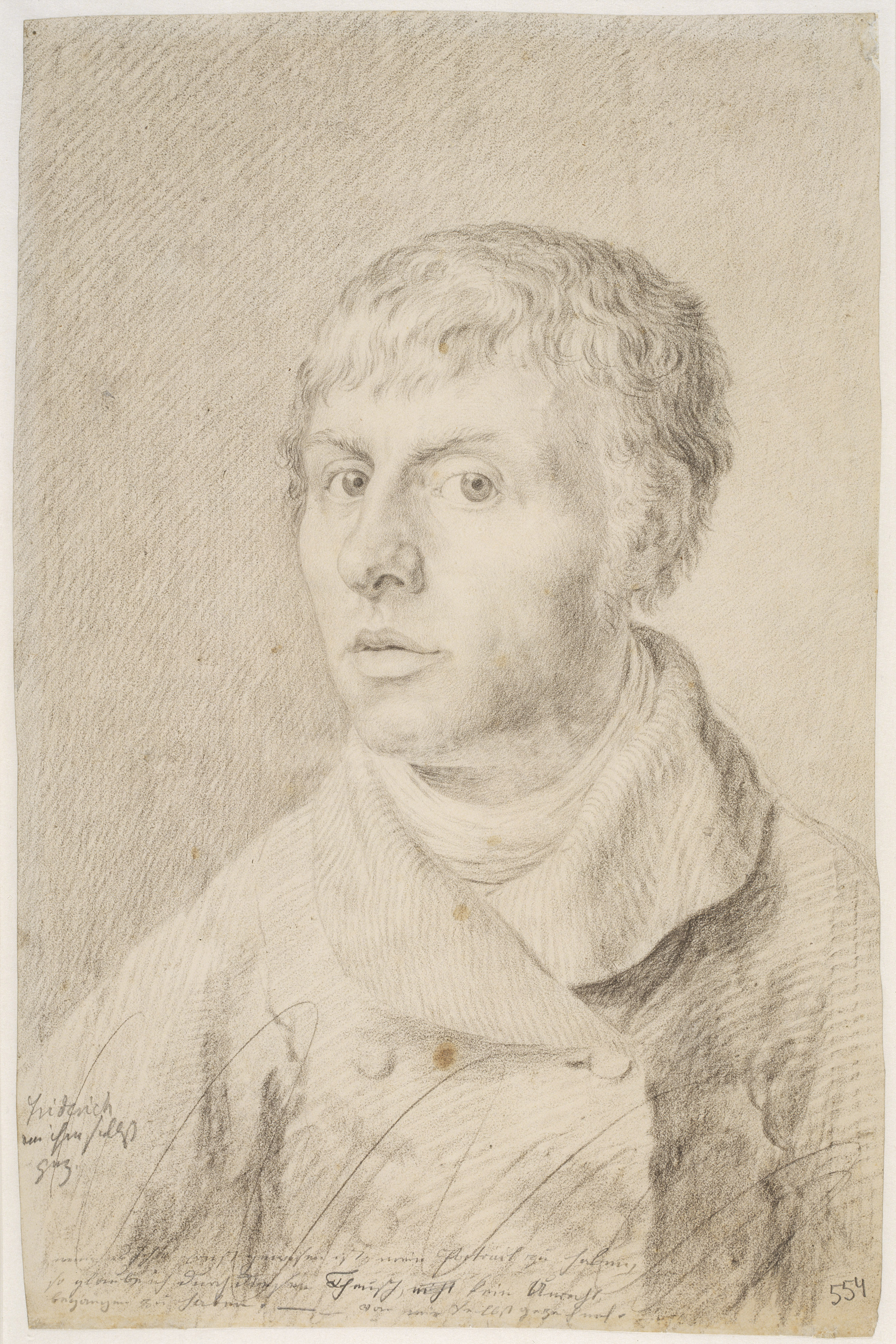
카스파르 다비트 프리드리히

카스파르 다비트 프리드리히는 1774년 9월 5일 발틱 해안가에 있던 작은 마을 그라이프스발트에서 태어났다. 10명의 아이들 중 6째로 태어난 프리드리히는 루터 신앙을 믿는 엄격한 가정에서 태어났다. 그의 아버지 알돌프 고트리프 프리드리히(Adolf Gottlieb Friedrich)는 양초와 비누를 만드는 수공업자였다. 가족의 재정에 관한 기록들은 서로 상충되었다. 어떤 기록들은 그의 아이들이 가정 교사에 의해서 교육을 받았다고 암시를 하는 반면에, 다른 서류들은 아이들이 비교적 가난한 환경에서 성장했다고 기록을 하고 있다. 프리드리히는 어린 시절부터 죽음과 친숙했었다. 그의 어머니 소피 도로테아 베힐리(Sophie Dorothea BEchly)는 프리드리히가 7살이 되었던 1781년에 세상을 떠났다. 일 년 후에 그의 누이 엘리자베트가 죽었고, 두 번째 누이인 마리아는 1791년 티푸스에 굴복을 했다. 분명 그가 어린 시절에 겪었던 가장 커다란 비극은 그의 동생 요한 크리스토퍼(Johann Christoffer)의 죽음이었다. 13살이 되었던 프리드리히는 동생이 얼음이 언 호수에 빠져서 익사하는 것을 지켜보아야 했다. 요한 그리스토퍼가 위험에 빠진 카스파르 다비트를 구하려고 하다가 죽었다고 암시하는 언급도 있다.
프리드리히는 1790년 그라이프스발트 대학의 교수였던 요한 고트프리트 크비스토르프(Johann Gottfried Quistorp)로부터 개인 교습을 받음으로써 공식 미술 수업을 시작했다. 크비스토르프는 학생들을 데리고 야외 스케치를 다녔다. 그 결과 프리드리히는 어린 시절부터 실제의 삶을 스케치하도록 격려를 받게 되었다. 크비스토르프를 통해서 프리드리히는 신학자 루드비히 고트하르트 코제가르텐(Ludiwig Gotthard Kosegarten)을 만났고, 그로부터 강한 영향을 받았다. 코제가르텐은 프리드리히에게 자연은 신의 계시라는 사실을 가르쳐주었다. 또한 크비스토르프의 지도를 받아서 프리드리히는 17세기 독일의 미술가였던 아담 엘스하이머(Adam Elsheimer)의 작품을 알게 되었다. 엘스하이머의 작품은 풍경이 주도적인 역할을 하는 종교적 주제와 전원적 주제를 포함하고 있었다. 이 기간 중에 프리드리히는 스웨던 교수 토마스 토릴트(Thomas Thorild)와 함께 문학과 미학을 공부했다. 4년 후 프리드리히는 명성이 자자한 코펜하겐 아카데미에 입학을 하게 되었다. 그곳에서 그는 소묘를 계속하기 전에 고대 조각의 주형으로부터 복제품을 만드는 일을 시작했다. 코펜하겐의 아카데미에서 수학을 하게 된 젊은 화가 프리드리히는 왕립 회화 미술관에 소장되어 있던 17세기 네덜란드 풍경화 소장품에 접근을 할 수 있었다. 아카데미에서 그는 크리스티안 아우구스트 로렌체(Christian August Lorentzen) 교수와 풍경 화가 엔스 유엘(Jens Juel)에게서 배웠다. 이 예술가들은 Sturm und Drang운동에 의해 영감을 받았으며, 신 낭만주의의 극적 강렬함과 표현적인 태도 그리고 쇠퇴하는 신 고전주의적 이상 사이의 중간 지점을 나타냈다. 분위기가 가장 중요했고, 영향력은 에드다의 아이슬란드 신화, 오시안의 시, 그리고 북유럽 신화와 같은 곳에서 나왔다.

## 주요 작품

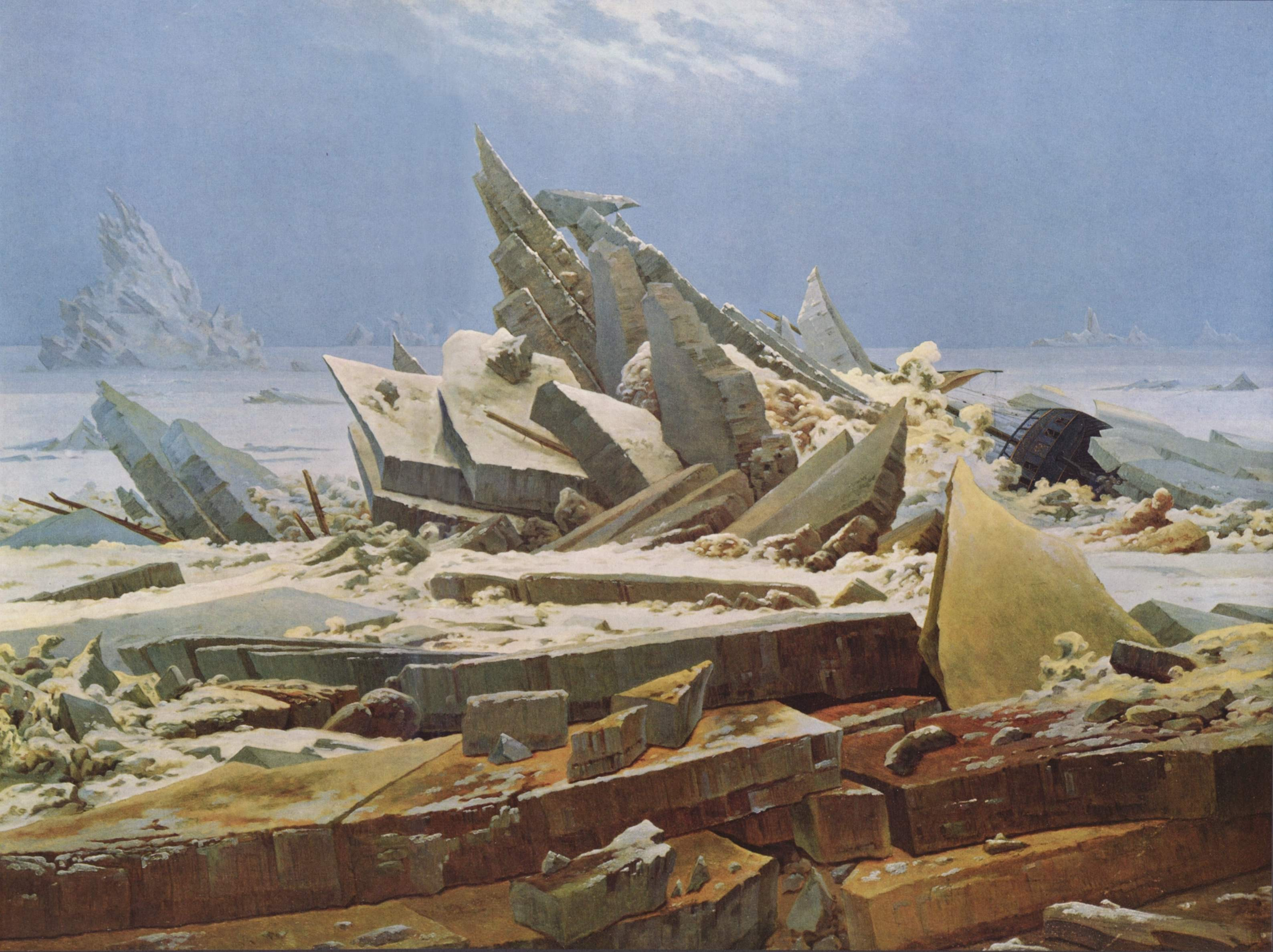
The Sea of Ice
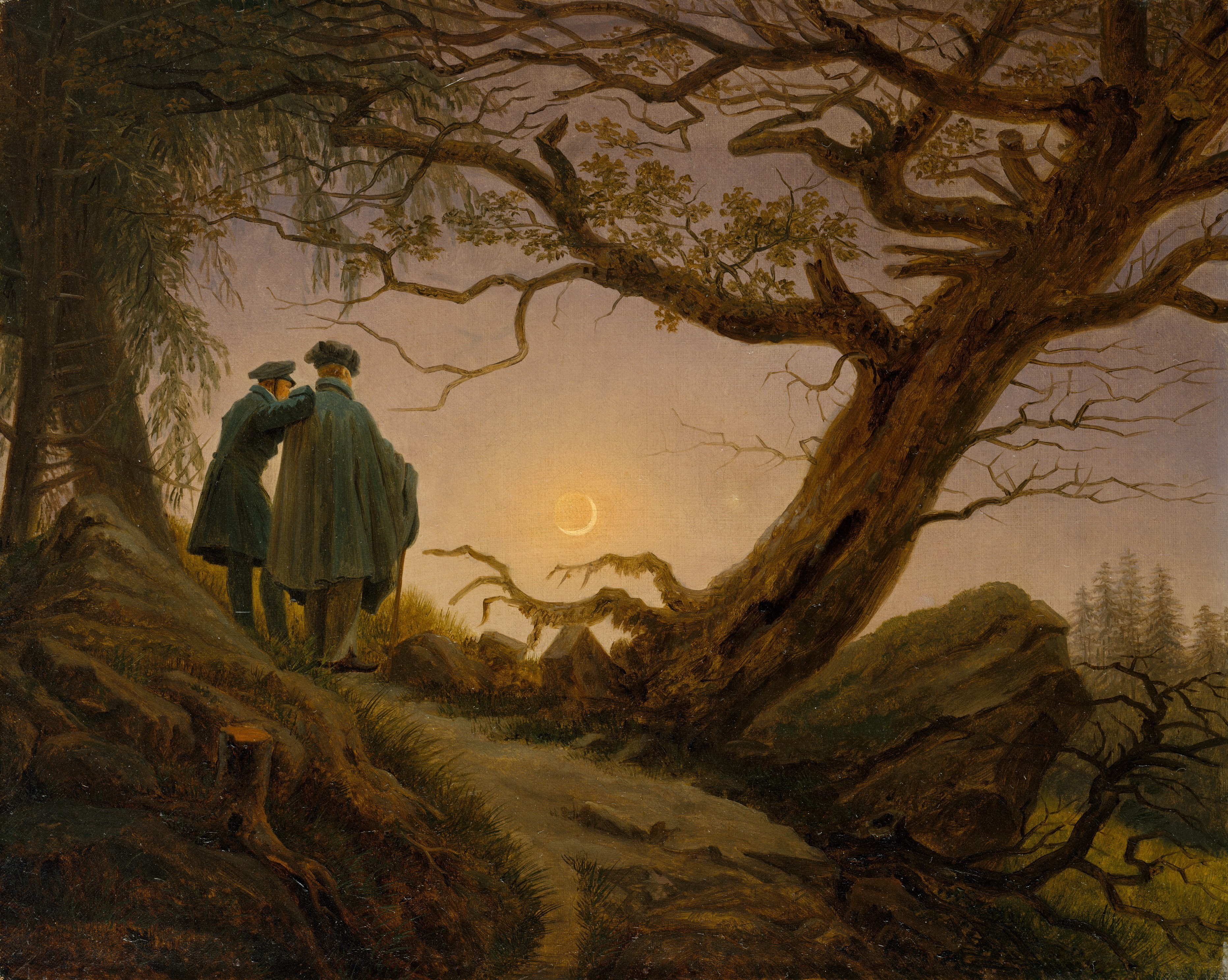
Two men contemplating the Moon
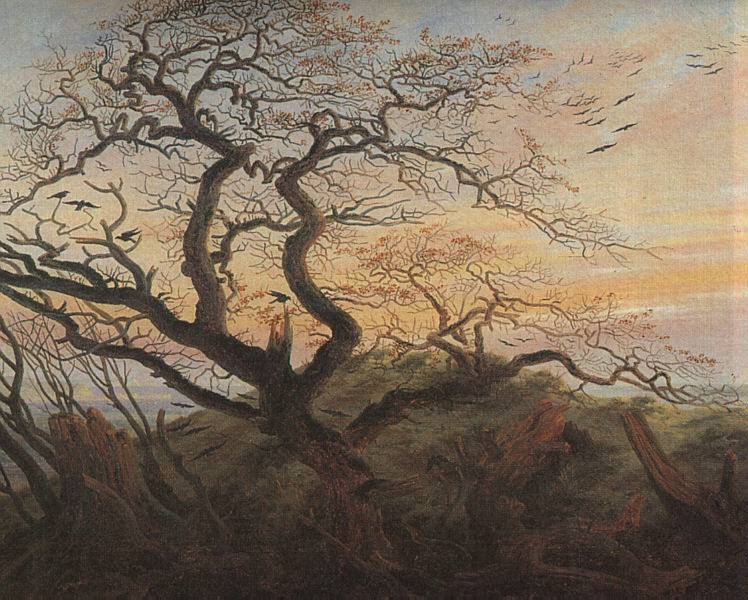
Tree of crows
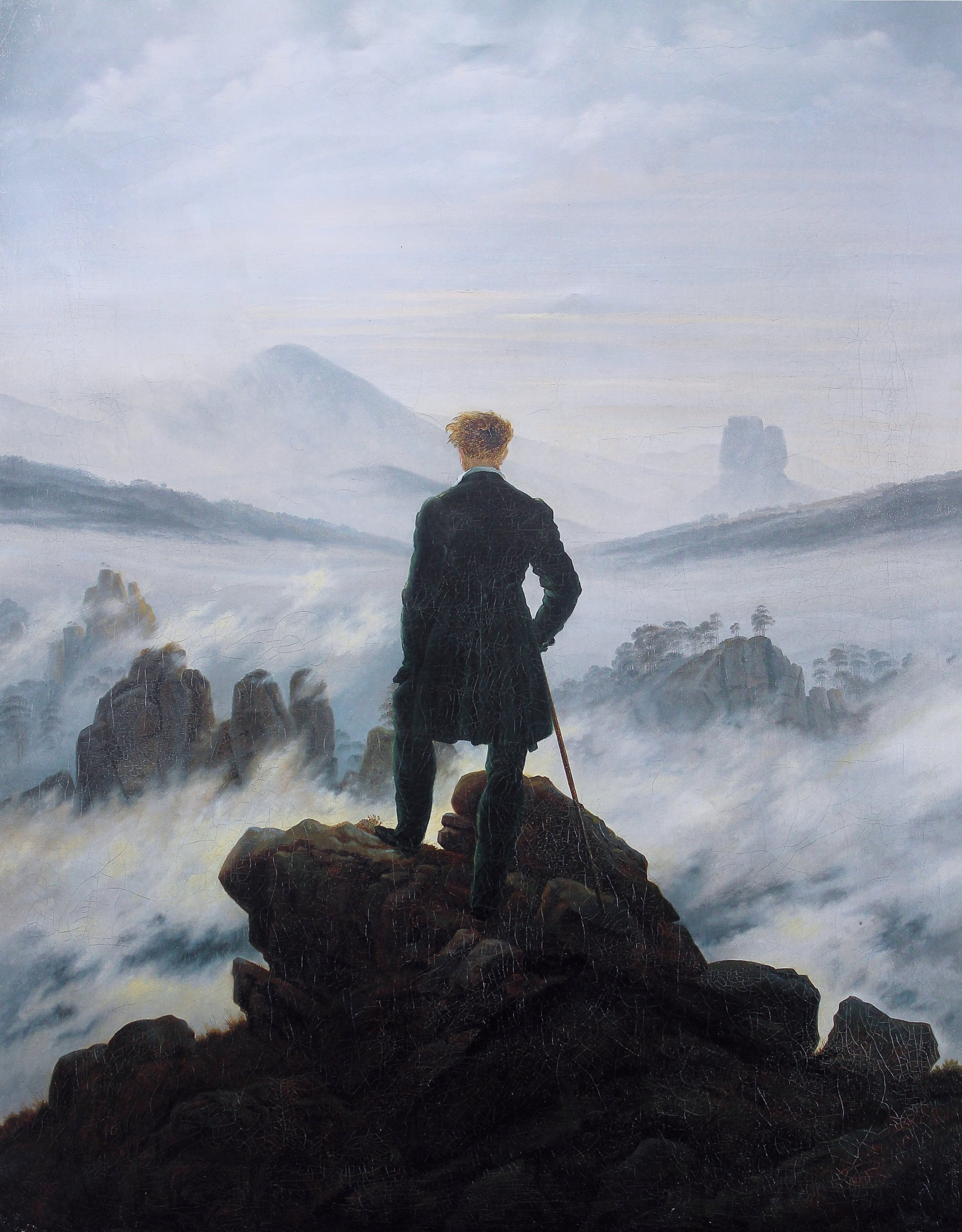
〈안개 바다 위의 방랑자〉